# Kiesraad

Beeldmerk van de Kiesraad (sinds augustus 2023)

De Kiesraad is een Nederlands zelfstandig bestuursorgaan met als centrale opgave het toezicht op de verkiezingen voor de verschillende organen van volksvertegenwoordiging die Nederland kent en het borgen van een eerlijke, transparent en controleerbaar verkiezingsproces. Daarnaast is het belast met de advisering van het politiek bestuur op dat terrein. Het onderhoudt een publiekswebsite met informatie over zijn werk en over de laatste verkiezingen. De Raad  is gevestigd in Den Haag. Wettelijke basis is de Kieswet.

## Opgaven

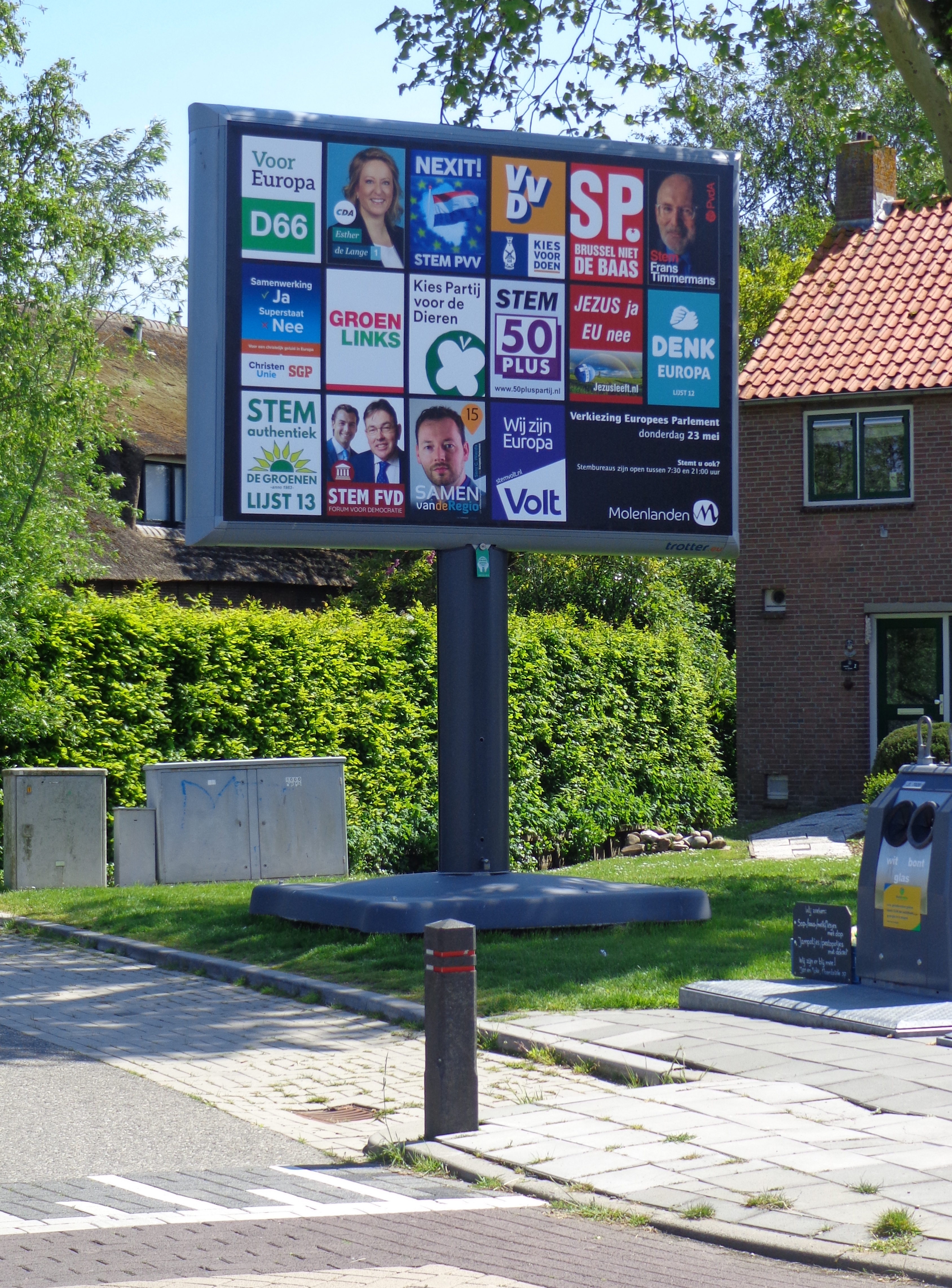
Bord met verkiezingsplakaten, 2019

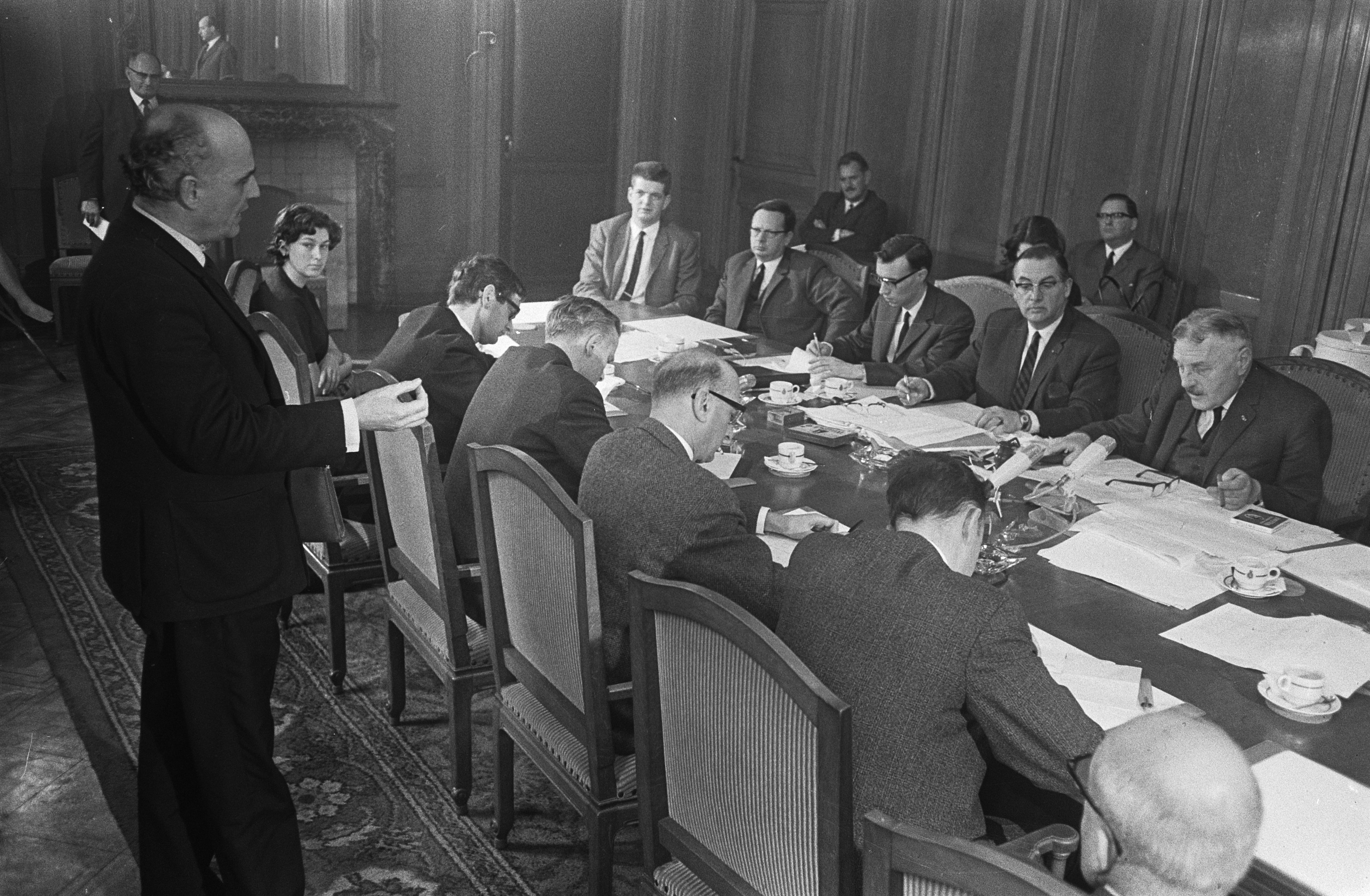
De Kiesraad behandelt een klacht na bekendmaking van de verkiezingsuitslag, 20 februari 1967, rechts met sigaar, dr. mr. J. Donner - foto: Eric Koch

De Kiesraad adviseert de regering en het parlement in wetgevende en uitvoeringstechnische zaken betreffende het kiesrecht en verkiezingen. Hij treedt tevens op als centraal stembureau bij de verkiezingen voor leden van de Eerste Kamer, de Tweede Kamer en het Europees Parlement, en benoemt leden voor deze colleges in geval van vacatures. In de functie van centraal stembureau stelt de Kiesraad de verkiezingsuitslagen voor deze colleges officieel vast en maakt deze bekend.
Tevens beoordeelt de Kiesraad verzoeken, gedaan voor het houden van een raadgevend referendum.
De Kiesraad onderhoudt ook een gegevensbank met historische informatie. Hierin staan uitslagen van  verkiezingen voor de Eerste Kamer, de Tweede Kamer, het Europees Parlement, de provinciale staten, de gemeenteraden (inclusief verkiezingen bij gemeentelijke herindelingen), de eilandsraden (vanaf 2010) en de waterschappen (vanaf 2015). Tevens bevat de gegevensbank de uitslagen van landelijke referenda.
De Kiesraad is een college dat zeven leden telt. De leden van de Kiesraad worden bij koninklijk besluit benoemd voor een periode van vier jaar; zij kunnen twee keer worden herbenoemd.

## Leden
- Wim Kuijken, voorzitter, benoemd per 1 januari 2021, herbenoemd per 1 januari 2025[2]
- Hestia Reukema-Gevers, vicevoorzitter, benoemd per 1 oktober 2018, herbenoemd per 1 oktober 2022[3], in 2023 aangewezen als vicevoorzitter
- Hanny Kemna, lid, benoemd per 22 juli 2021, herbenoemd per 1 juli 2025[4]
- Laetitia Griffith, lid, benoemd per 1 juli 2022[5]
- Herbert Bos, lid, benoemd per 1 juli 2023[6]
- Joop van Holsteijn, lid, benoemd per 1 april 2024[7]
- Carolien van Ham, lid, benoemd per 1 november 2024[8]

Secretaris-directeur van de Kiesraad is Hans Klok, benoemd in 2023.

## Curaçao
De kiesraad op Curaçao heet Konseho Supremo Elektoral (KSE). Deze telt zeven leden, aangewezen door een onafhankelijke benoemingscommissie.